# Station Praha-Velká Chuchle
Station Praha-Velká Chuchle is een spoorwegstation in het dorp Velká Chuchle, aan de zuidkant van de Tsjechische hoofdstad Praag. Het station ligt aan spoorlijn 171 die van het Praagse hoofdstation naar Beroun loopt. Het station wordt beheerd door de nationale spoorwegonderneming České dráhy in samenwerking met de Staatsorganisatie voor spoorweginfrastructuur (SŽDC). Op Velká Chuchle worden geen treinkaartjes verkocht, tickets dienen in de trein aangeschaft te worden.
Praha hlavní nádraží ↔ Praha-Smíchov ↔ Praha-Velká Chuchle ↔ Praha-Radotín ↔ Černošice ↔ Černošice-Mokropsy ↔ Všenory ↔ Dobřichovice ↔ Řevnice ↔ Zadní Třebaň ↔ Karlštejn ↔ Srbsko ↔ Beroun